# Эмулятор сервера
Эмулятор сервера (или эмулятор серверного программного обеспечения) — сервер, имитирующий работу других, зачастую более известных серверов.
Данный термин чаще всего используется для обозначения заново воссозданных серверов MMOG, в основном, незаконно копирующих возможности коммерческого программного обеспечения. Технически эмулятор сервера несколько отличается от того что стандартно понимают под словом «эмулятор» — он не используется для запуска программ разработанных для одной аппаратной платформы на другой платформе, и по принципу больше похож на эмулятор терминала.

## История
С ростом популярности коммерческих MMORPG, у многих игроков появлялось желание создавать собственные сервера для данных игр, и использовать их также, как это делает их создатель. Но, к сожалению, большая часть оригинального серверного программного обеспечения была недоступна никому кроме как их создателям, поэтому пришлось воссоздавать их функциональность. Делалось это либо путём анализа потока данных генерируемого сервером, либо с дизассемблированием и анализом имеющегося клиента.
«Ultima Online», была первой крупной MMORPG. Из-за слишком простой клиент-серверной архитектуры, первые эмуляторы появились ещё во время бета-тестинга. Само понятие «эмулятора сервера» начало распространяться после того, как вышел UOX — первый эмулятор игры «Ultima Online». UOX имел открытый исходный код, благодаря чему, через очень короткое время появилось достаточно много аналогов, и «ответвлений» данного проекта, и в настоявшее время, чаще всего используется его порт на платформу .Net — RunUO.
Разработчики игр часто пытались предотвратить разработку эмуляторов путём шифрования потока данных, однако клиенту все равно было необходимо как-то «понимать» пришедшие данные, соответственно и расшифровывать их в памяти компьютера. Авторы эмуляторов этим активно пользовались, анализируя то, каким образом данные расшифровывались, и на основе этого воссоздавали оригинальные шифровальные алгоритмы.

## Легальность
- В большинстве стран (в том числе и в России) не запрещено воссоздавать «методы работы чего-либо», и с этой стороны претензий к эмуляторам быть не может, однако помимо этого эмуляторы практически всегда незаконно эксплуатируют торговые марки, тем самым нарушая закон.
- Иногда случается так, что в результате утечки информации из компании разработчика пропадает оригинальное серверное программное обеспечение, как это произошло, например, с AEGIS (серверное ПО игры Ragnarok Online), и PTS (серверное ПО для тестовых серверов) Lineage 2. Использование его, или модифицированных версий всегда является незаконным.
- Коммуникационный протокол не может облагаться авторским правом, однако может быть запатентованным как интеллектуальная собственность.

## Список популярных серверных эмуляторов
MMOG:
- Ultima Online — UOX, SphereServer, Pol, RunUO
- EverQuest — EQEmu, HackerQuest
- Dark Age Of Camelot — DoL
- Lineage II — L2J
- Ragnarok Online — eAthena, Freya
- Star Wars Galaxies — SWGEmu
- World of Warcraft — WoWEmu, MaNGOS, Arcemu, TrinityCore, Kobold
- Warhammer Online — DoR, WOE
- Aion — Aion emu COM, Aion emu RU, Aion UNIQUE, Zetta Core, Aion Lightning, Aion Core
- Point Blank — PBX Games, PBDev
- APB — APB EMU

Игровые сервисы:
- Battle.net/Westwood Online — PvPGN